# Giórgos Sigálas
Giórgos Sigálas (en grec : Γιώργος Σιγάλας), né le 31 juillet 1971 à Peristeri, en Grèce, est un ancien joueur grec de basket-ball, évoluant aux postes d'arrière et d'ailier. Il est devenu entraîneur dans les équipes nationales grecques et commentateur des matchs d'Euroligue à la télévision grecque.

## Carrière

### Palmarès
- Vainqueur de l'Euroligue 1997 (Olympiakós)
- Champion de Grèce 1993, 1994, 1995, 1996, 1997 (Olympiakós)
- Vainqueur de la coupe de Grèce 1994, 1997 (Olympiakós)
- MVP du championnat grec 1996